# Buffalo Dance
Buffalo Dance è un cortometraggio insonoro in bianco e nero del 1894, diretto da William K.L. Dickson.
È una delle primissime pellicole della storia ad essere prodotta negli Stati Uniti, una delle prime che si conosca a ritrarre dei nativi americani impegnati in una danza della propria tradizione, una "Buffalo Dance". Gli interpreti (tre uomini nei vestiti tradizionali, con accompagnamento di suonatori di tamburo) sono descritti dalla pubblicità dell'epoca come autentici membri di tribù indiana. Appartenevano alla troupe itinerante di Buffalo Bill e di essi si conoscono anche i nomi: Hair Coat, Parts His Hair e Last Horse. Il cinema fin dalle origini fu attratto dal documentare quel variegato mondo di piccoli e grandi spettacoli di strada, allora popolari sia in Europa che negli Stati Uniti.
Il filmato fu girato il 24 settembre 1894 negli studi "Black Maria" della Edison in West Orange (New Jersey), assieme ad un altro breve filmato che mostrava una Sioux Ghost Dance. Nonostante che le danze siano state eseguite al di fuori del loro contesto religioso originario per il solo fine di soddisfare la curiosità degli spettatori "bianchi", questi filmati rimangono un documento di eccezionale importanza etnografica.

## Trama
Un gruppo di nativi americani sono impegnati in una danza tradizionale.

## Produzione
Il film fu prodotto dalla Edison Manufacturing Company.

## Distribuzione
Il film, distribuito dalla Edison Manufacturing Company, fu reso pubblico il 24 settembre 1894. È preservato alla Library of Congress.